# A Little South of Sanity
A Little South of Sanity är ett livealbum av gruppen Aerosmith, utgivet den 20 oktober 1998. Det gavs ut på Geffen Records för att uppfylla bandets kontrakt med bolaget sedan man gått tillbaka till Columbia Records. Det är inspelat under turnéerna efter albumen Get a Grip och Nine Lives

## Låtlista
Alla låtar är skrivna av Steven Tyler och Joe Perry om inget annat namn anges.

### Skiva 1
1. "Eat the Rich" (Joe Perry/Steven Tyler/Jim Vallance) - 5:08
2. "Love in an Elevator" - 5:25
3. "Falling in Love (Is Hard on the Knees)" (Glen Ballard/Joe Perry/Steven Tyler) - 3:17
4. "Same Old Song and Dance" - 5:32
5. "Hole In My Sun" (Desmond Child/Joe Perry/Steven Tyler) - 5:35
6. "Monkey on My Back" - 4:07
7. "Livin' on the Edge" (Mark Hudson/Steven Tyler/Joe Perry) - 5:20
8. "Cryin'" (Joe Perry/Taylor Rhodes/Steven Tyler) - 4:58
9. "Rag Doll" (Holly Knight/Joe Perry/Steven Tyler/Jim Vallance) - 4:12
10. "Angel" (Desmond Child/Steven Tyler) - 5:37
11. "Janie's Got a Gun" (Tom Hamilton/Steven Tyler) - 5:04
12. "Amazing" (Richard Supa/Steven Tyler) - 5:15

### Skiva 2
1. "Back in the Saddle" - 5:58
2. "Last Child" (Steven Tyler/Brad Whitford) - 4:57
3. "The Other Side" (Lamont Dozier/Brian Holland/Eddie Holland/Steven Tyler/Jim Vallance) - 4:14
4. "Walk On Down" (Joe Perry) - 3:38
5. "Dream On" (Steven Tyler) - 4:39
6. "Crazy" (Desmond Child/Joe Perry/Steven Tyler) - 5:39
7. "Mama Kin" (Steven Tyler) - 4:03
8. "Walk This Way" - 4:20
9. "Dude (Looks Like a Lady)" (Desmond Child/Joe Perry/Steven Tyler) - 4:16
10. "What It Takes" (Desmond Child/Joe Perry/Steven Tyler) - 5:10
11. "Sweet Emotion" (Tom Hamilton/Steven Tyler) - 5:42

## Medverkande
- Tom Hamilton - bas
- Joey Kramer - trummor
- Joe Perry - gitarr, sång
- Steven Tyler - sång
- Brad Whitford - gitarr